# Parancistrocerus vagus
Parancistrocerus vagus är en stekelart som först beskrevs av Henri Saussure 1857.  Parancistrocerus vagus ingår i släktet Parancistrocerus och familjen Eumenidae. Utöver nominatformen finns också underarten P. v. slossonae.